# Chen Chuangtian
Chen Chuangtian (chinesisch 陈创天, Pinyin Chén Chuàngtiān; Chuang-Tian Chen geb. 18. Februar 1937, Fenghua, Zhejiang, China; gest. 31. Oktober 2018 in Beijing) war ein chinesischer Materialwissenschaftler und Forscher für Physikalische Chemie, der sich auf Laser-Kristalle spezialisiert hatte. Er entdeckte die Kristalle mit Nichtlinearer Optik BBO, LBO und potassium beryllium fluoroborate (KBBF), welche für die Anwendung in der Supraleiter-Forschung, der Halbleiter-Fotolithografie und der Medizin-Industrie besonders wichtig sind. Er war Mitglied der Chinesischen Akademie der Wissenschaften (中国科学院) und der Academy of Sciences for the Developing World. Ausgezeichnet wurde er mit dem TWAS Prize der Academy of Sciences for the Developing World in Chemie, dem chinesischen Staatlichen Technologie-Innovationspreis (erster Klasse, 国家科学技术奖励) und dem Laudise Prize.

## Leben
Chen wurde am 18. Februar 1937 in Fenghua, Zhejiang, China, geboren. Er studierte an der Shenyang No. 2 High School und erhielt einen Studienplatz am Department of Physics der Peking University im August 1956. Nach seiner Graduierung 1962 ging er an das Fujian Institute of Research on the Structure of Matter in Fuzhou auf Empfehlung von Hu Ning, wo er drei Jahre unter dem Physikochemiker Lu Jiaxi arbeitete.
1965 wählte Chen Materialien mit nichtlinear optischen Eigenschaften als Forschungsrichtung und verbrachte die nächsten zwei Jahre mit Berechnungen über nichtlinear optische Koeffizienten zahlreicher Kristalle. In den späten 1970ern und den 1980er entdeckten Chen und sein Team die Kristalle BaB2O4 (Bariumborat, BBO) und LiB3O5 (Lithiumtriborat, LBO).
Ab 1988 begannen Chen und sein Team nach optischen Compounds zu suchen, die kürzere ultraviolette Wellen erzeugen können. Nach Forschung an hunderten Kristallen entdeckten sie potassium beryllium fluoroborat (KBBF), ein nichtlinear-optisches Kristall, welches Licht in einer sehr engen Bandbreite zu erzeugen, mit Wellenlängen von weniger als 200 nm. Das Kristall spielt eine wichtige Rolle in der Supraleiterforschung und erlaubt eine Ersetzung von Excimerlasern durch Festkörperlaser  in der Fotolithografie und dadurch eine Verbesserung von Halbleitern und von Arbeitsschritten der medizinischen Industrien. Bis ca. 2009 war Chens Labor am Fujian Institute of Research on the Structure of Matter das einzige in der Welt, welches im Stande war KBBF herzustellen. 2013 erfand Chen zusammen mit Xu Zuyan (许祖彦) die DUV-DPL Device („deep ultraviolet diode-pumped solid-state laser“ – tief-Ultraviolett Festkörperlaser) mit einer Wellenlänge von nur 177,3 nm.
Chen starb am 31. Oktober 2018 in Beijing im Alter von 81 Jahren.

## Ehrungen
Zu seinen Ehrungen gehörte die Aufnahme in die The World Academy of Sciences 1990 und in die Chinesische Akademie der Wissenschaften 2003.
Chen erhielt 1987 den TWAS Prize in Chemie, „for his outstanding contribution to the development of new nonlinear optical materials, the formulation of a quantum chemical theory that guides the search for such materials and the discovery of beta barium borate and lithium triborate“ (Für seine herausragenden Beiträge zur Entwicklung nichtlinearer optischer Materialien, der Formulierung von Quantenchemischen Theorien, die die Forschung an solchen Materialien leitet und die Entdeckung von BBO und LBO). Er gewann 1986 auch einen Spezialpreis des Science and Technology Progress Award der Chinesischen Akademie der Wissenschaften für seine Entdeckung von BBO und den  Staatlichen Technologie-Innovationspreis (erster Klasse; 国家科学技术奖励, guójiā kēxué jìshù jiǎnglì) 1991 für LBO. 2013 erhielt er den Laudise Prize der International Organization for Crystal Growth.

## Werke
- Xin xing fei xian xing guang xue jing ti--san peng suan li. Engl.: Development of new nonlinear optical crystals in the borate series.
- Chung-kuo kʻo hsüeh yüan kʻo hsüeh chia jen ming lu, 1990.
- Electro-optic and second harmonic generation..., c1998.
- Light-emitting diode materials and devices: 8-10 November 2004, Beijing, China.